# Eldorado (Mato Grosso do Sul)
Eldorado is een gemeente in de Braziliaanse deelstaat Mato Grosso do Sul. De gemeente telt 12.421 inwoners (schatting 2009).